# سیارک ۵۸۴۶۶
سیارک ۵۸۴۶۶ (به انگلیسی: 58466 Santoka، نامگذاری:1996OB1) پنجاه و هشت هزار و چهارصد و شصت و ششمین سیارک کشف شده‌است که در ۲۳ ژوئیه ۱۹۹۶ کشف شد.